# Xanthoporia
Xanthoporia Murrill – rodzaj grzybów z rodziny szczeciniakowatych (Hymenochaetaceae).

## Systematyka i nazewnictwo
Pozycja w klasyfikacji według Index Fungorum: Hymenochaetaceae, Hymenochaetales, Incertae sedis, Agaricomycetes, Agaricomycotina, Basidiomycota, Fungi.
Zaliczano do niego 11 gatunków, obecnie większość z nich została przeniesiona do innych rodzajów: Fomitopsis, Fomes, Inonotus, Polyporus, Rigidoporus i Ganoderma. Pozostały jeszcze dwa gatunki:
- Xanthoporia andersonii (Ellis & Everh.) Murrill 2016
- Xanthoporia radiata (Sowerby) Ţura, Zmitr., Wasser, Raats & Nevo 2011 – tzw. błyskoporek promienisty

Nazwy polskie według W. Wojewody.

## Charakterystyka
Grzyby nadrzewne, saprotrofy lub pasożyty o owocniku płasko rozpostartym, rozpostarto-odgiętym lub siedzącym, do podłoża przyrośniętym bokiem. Często występują gromadnie, półeczkowato lub dachówkowato. Hymenofor w postaci rurek. Zarodniki żółtawe lub rdzawobrązowe.